# 財政赤字
財政赤字（ざいせいあかじ）は、政府や地方公共団体の歳入が歳出を下回った状態のことであり、それを補うために公債（国債・地方債）が発行される。バブル経済崩壊以降、日本の財政赤字と公債残高が大幅に拡大している。そうした財政赤字・公債残高の拡大は、長期にわたる景気の弱さや社会保障費用の増加などを背景とした収入の低迷と支出の増加によってもたらされている。

## 日本の財政赤字

### 90年代に大幅に拡大した財政赤字
日本の財政収支は、バブル経済崩壊後、赤字が続いている。国、地方、社会保障基金からなる一般政府の国民経済計算（SNA）ベースの財政収支は、99年度には、GDP比7.4％の大幅な赤字となった。一般政府のうち社会保障基金については、これまでのところ公的年金の保険料収入が年金給付額を上回っているため、毎年黒字となっている。社会保障基金の黒字額は、近年徐々に縮小しているが、99年度でもGDP比0.8％の黒字であった。社会保障基金の黒字は、将来の高齢化による年金給付増大に備えた積み立て分と捉えられるものであるため、我が国政府の財政赤字をみる際に、財政黒字分として差し引くのは適当ではない。そこで、社会保障基金を除いた国と地方の財政収支をみると、99年度で8.2％の赤字である。
財政収支を国と地方とに分けてみた場合、国の財政収支は、消費税率引き上げ等により赤字幅が一時的に縮小した97年度を除き、バブル崩壊後の92年度以降一貫して赤字が拡大し続けている。99年度の国の財政赤字は、GDP比6.8％となっている。
国の公債発行額は、97年度に18.5兆円となった後、98～2000年度は30兆円を大きく上回り（各年度とも決算）、2001年度当初予算でも28.3兆円の発行が見込まれている。国民経済計算ベースの国の財政赤字の大宗は一般会計のものであり、また、上で見たように、国と地方を合わせた財政赤字の大宗は、国の赤字なので、国民経済計算ベースの国と地方の財政収支は、2000年度、2001年度ともに、依然大幅な財政赤字が続いていると言える。

### 財政赤字の内訳
バブル崩壊後、国民経済計算ベースで国と地方の赤字が拡大した要因を、収入と支出に分けると次のようになる。以下の検討から、90年代は、直接税の減少を主因に収入が低調に推移する一方、支出が増加傾向をたどっている結果、財政赤字が大幅に拡大していることが確認できる。
まず、収入面では、景気の動向に敏感な法人税などの直接税がGDP比で大きく減少している。こうした直接税の減少は、バブル崩壊による個人所得と法人所得（企業収益）の低迷に加え、94年秋の税制改革による所得税の恒久減税や、98年度に２回実施された特別減税、99年度以降実施されている所得税、法人税の恒久的減税などを反映したものである。なお、直接税は、国、地方とも減少しているが、国の直接税の減少の方が大きい。また、地方では、国からの地方交付税などの移転収入が、バブル時よりも増加している（第３－１－２図）。このような国と地方の状況に違いが生じるのは、国の収入が税収中心であり、長期的な景気低迷や減税の影響を大きく受けるのに対し、地方の収入は、地方交付税や補助金といった形で安定的に国から収入を得るウェイトが高いためである。
一方、支出面では、国の公共投資が、バブル崩壊後の度重なる経済対策実施を受け増加した後、最近でも高い水準が維持されているのに対し、地方の公共投資は、90年代半ば以降は、地方単独事業（国の補助金がつかず、地方公共団体の独自財源で実施する公共事業）を中心に抑制され、やや減少している。政府消費については、国、地方とも増加している。移転支出については、国の移転支出が大幅に拡大してきている。国の移転支出が拡大したのは、
(1)地方交付税や補助金の地方への支払い、
(2)高齢化により増大する社会保障費用（公的年金支払いや医療費）を賄うための社会保障基金への支払い、
(3)旧国鉄の長期債務の継承や破綻金融機関の処理等に伴う預金保険機構への資金援助などといった一般政府以外への支払い
が行なわれたことによる。

### GDP比130％に達する国と地方の長期債務残高
こうした財政赤字が続いているため、公債等の長期債務残高が増加している。財務省（2001）によると、国、地方を合わせた政府の長期債務残高は、91年度末実績で278兆円程度（GDP比約60％）であったのが、99年度末実績で600兆円程度（同約120％）となっている。2001年度末には、666兆円程度（同約130％）となることが見込まれている。

## 構造的赤字の水準と財政赤字の維持可能性

### 循環的赤字と構造的赤字
財政赤字を景気との関係から捉えると、税収や失業給付の増減を通じて景気の好不況に応じて変動する「循環的」部分（循環的財政赤字）と、こうした「循環的」部分を実際の財政収支から取り除いた「構造的」部分（構造的財政赤字）の２つに分けることができる。つまり、構造的財政赤字とは、景気が良くなってもなくならない財政赤字を意味する。以下では、90年代初め以降の財政赤字を循環的財政赤字と構造的財政赤字とに分けて推計し、財政赤字拡大の要因を分析する。それによると、次のような点が明らかになる。
1. 構造的財政赤字は、度重なる経済対策や社会保障費用の増加などによって大幅になってきており、最近年では、実際の財政赤字（99年度GDP比7.4％）の８割以上が構造的赤字（GDP比6％程度）となっている。
2. 循環的財政赤字は、バブル崩壊後の90年代初めに景気の弱さから増加した。90年代半ばは、景気回復に伴ってやや改善したが、97年度から再び赤字が拡大し、98～2000年度はGDP比0.8％程度の赤字となっている。
3. 2001年度は、構造的財政赤字は引き続き大幅なものとなっている。仮に2001年度の経済成長率が実質でゼロ％、名目でマイナス１％だとすると、循環的財政赤字が若干拡大し、景気の自動安定化機能が働いている。

以下では、これらの点を詳しくみていく。
まず、第２章での産出量ギャップの推計をもとに、一般政府の財政収支を、循環的財政収支と構造的財政収支に分ける。これによると、バブル経済の崩壊をはさんだ90年度から93年度の間に、循環的財政収支、構造的財政収支はともに赤字が拡大した。GDP比で、循環的財政収支は1.6％増加して0.7％の赤字に、構造的財政収支も3.2％赤字が拡大して1.5％の赤字となった。94年度以降は、循環的財政赤字が96年度に景気が回復したことにより一時減少したものの、97年度に再び赤字が拡大し、98年度以降GDP比0.8％程度で推移してきている。一方、構造的財政赤字は、減税を含む度重なる経済対策の実施や、社会保障費用（医療費や公的年金給付など）の増大のために増加傾向にあり、最近ではGDP比約６％と高止まりしている。
さらに、2001年度については、大幅な構造的財政赤字が続く中で、仮に経済成長率を実質でゼロ％、名目でマイナス１％と置くと、循環的赤字が若干拡大する。なお、成長率の仮定をプラス・マイナス１％程度変えても、推計結果は大きくは変わらない。
循環的財政赤字の拡大は、景気が悪くなると税収が減少したり、失業給付などの政府支出が拡大するという財政の自動安定化機能（ビルト・イン・スタビライザー）が働いていることを意味している。一方、構造的財政赤字の拡大は、景気情勢に応じて、財政支出や減税を拡大する裁量的な経済政策などを反映している。90年代の景気低迷に対応した政府の積極的な景気対策実施や社会保障費用の増加などの結果、92年度以降、2001年度末までの構造的財政赤字の累計は約200兆円で、2001年度のGDPの約４割となっている。短期的な景気の下支えを目的とした財政政策は、結局持続的な成長にはつながらず、大幅な構造的赤字が残ったと考えられる。今後日本経済が潜在成長率に復帰し、循環的財政赤字がなくなったとしても、抜本的な財政の構造改革を実施しなければ、GDP比で約６％の構造的赤字が残ると見込まれる。財政再建を果たすためには、財政赤字の大部分を占める構造的赤字の削減に対する積極的な取組みが必要である。

### 財政赤字は維持可能か
政府が税収以上の支出を行うためには、資金調達をしなければならず、財政赤字が増えることになる。財政赤字を賄うための公債金のほとんどは国債発行の形で市場において資金調達がなされるため、財政赤字を前提とした財政政策を行うためには、市場において発行元の政府と公債の買い手が適切な値段で折り合う必要がある。長期金利はさまざまな要素により決定されるものの、これまでのところ、長期国債の金利は歴史的な低水準にあり、財政赤字の維持可能性については、市場からある程度の信認を得られているものと考えられる。しかし、将来においては、今後の財政赤字と公債残高の規模、中長期の財政の運営方針によっては、市場が政府の償還能力を疑い、国債価格が急落して長期金利が急騰する可能性も排除できない。
今後の財政赤字の維持可能性を測る１つの目安として、公債残高の名目GDP比が将来において増加し続け、発散してしまうような財政政策を行っていないか、という基準が考えられる。債務残高がGDP比で発散しないようにするためには、新たな公債残高の伸び率を当該年度の名目GDPの伸び率より低く抑える必要がある。これは、名目利子率と名目GDP成長率が等しいという前提が成り立てば、以下で説明するプライマリー・バランスをゼロ（均衡）ないし黒字とすることによって達成できる。
プライマリー・バランス（基礎的財政収支）とは、「借入を除く税収等の歳入」から、「過去の借金に対する元利払いを除いた歳出」を差し引いた財政収支のことである。プライマリー・バランスが均衡している場合は、過去の国債の元利払い以外の出費は、税収等で賄い新規の国債発行に頼らないということを意味する。つまり、ある年の新たな国債は、過去の国債の元利支払いのためだけに使われる。もし名目経済成長率と名目利子率が等しい状況が続けば、プライマリー・バランスの均衡を維持することによって、債務残高とGDPの比が現行水準に保たれ、政府債務が無限に発散してしまうことは避けられる。
国民経済計算ベースでみた国と地方の合計のプライマリー・バランスは、92年度以降赤字となっており、かつその赤字は拡大傾向にあり、99年度でGDP比約５％の赤字となっている（第３－１－６図）。なお、前述したように国と地方の財政赤字（GDP比）は、99年度で8.2％であった。90年代を通じてネットの利払費がGDP比約２～３％で安定的に推移していたが、税収の落ち込みと支出の拡大で、プライマリー・バランスの赤字は拡大してきた。なお、90年代に利払費が安定しているのは、債務残高は増加しているが、この間、名目金利が低下したためである。
さらには、98年度以降長期金利の水準が低位（１～２％程度）で安定する一方、名目GDP成長率がマイナスとなっており、長期金利が成長率を上回っているため、現状では、仮にプライマリー・バランスが均衡しても、債務残高のGDP比が増加する状況にある。

## 地域別にみた財政支出と税負担

### 行政サービスの受益と負担
90年代以降、税収が低調に推移する一方で、財政支出が増加傾向をたどっている結果、国と地方の財政赤字が拡大してきている。そうした国と地方の財政支出と税収の動向を地域別にみた場合、どのような特徴があるのだろうか。各地域の住民にとっては、国と地方公共団体の財政支出は、行政サービスの「受益」であり、国税と地方税の税負担は、行政サービスを受けるための「負担」であると考えられる。以下では、47都道府県別に、住民１人あたりの受益と負担を定量的に分析する。

### 地域住民の受益と負担の計測
分析の手法は、次の通りである。まず、国と地方公共団体が行う政府活動によって各地域に支出される財政支出額を、地域住民が受けた行政サービスからの「受益」として推計した。その一方で、国及び地方公共団体に対して地域住民が支払っている税金や使用料・負担金を、行政サービスの「負担」として推計した。なお、国税については、税の徴収の仕組み上の制約から都道府県ごとの税収の帰属を正確に把握できず、個別の税収総額を一定の仮定に基づき配分している。こうした推計をもとに、「受益超過」（＝「受益」－「負担」）や「受益・負担比率」（＝「受益」÷「負担」）を算出した。分析は、47都道府県の地域別に行い、異なる都道府県間での比較を行う観点から、人口１人あたりの受益と負担を用いている。分析の対象期間は、80年度、85年度、90年度、95年度、98年度の５時点をとり、各地域の受益と負担の関係が過去20年間で、どのように変化してきたかを検証した。
ここでの分析結果を解釈する場合、次のような点に留意する必要がある。第1に、行政サービスの中には、規模の経済性が働いて、人口密度の高い大都市圏では、地方圏よりも、住民1人あたりについて低いコストで、同一水準のサービスを提供することができる場合がありうる。そのような行政サービスについては、仮に大都市圏の住民と地方圏の住民が同一のサービスを受益していても、ここで推計される1人あたり受益額は、大都市圏の方が地方圏よりも小さくなる。第2に、地方圏に立地している産業廃棄物処理場、発電所、水源としてのダムなどは、大都市圏の住民に大きな便益をもたらしているが、ここではそうした意味での受益と負担は考慮していない。第3に、国と地方の歳入には、税金や使用料・負担金の他に、公債や財産収入などの諸収入や前年度からの繰越金などが含まれているが、それらの収入はここでは「負担」として計上していない。そのため、全国ベースで受益が負担を上回る傾向にあることに留意する必要がある。

### 受益と負担の動向
98年度における受益額を都道府県別にみると、受益額の大きい５県の平均（120万円）と小さい５県の平均（76万円）との比率は、1.6倍である。次に、負担額を都道府県別にみると、負担額の大きい５県の平均（86万円）と小さい５県の平均（52万円）との比率は、1.7倍である。
さらに、受益超過（＝受益－負担）の額を都道府県別にみると、上位５県の平均は63万円であり、47都道府県中、45団体がプラスとなっている。受益超過がマイナスとなっている、すなわち受益より負担の方が多い負担超過となっているのは、２団体のみとなっている。
また、人口密度の高い大都市圏では、規模の経済により１人あたり行政コストが割安になる一方、人口密度の低い地域においては割高になるため、全体的にみると、１人当り県民所得が高い地域ほど、受益が少なく、負担が多い、したがって、両者の差し引きである受益超過（＝受益－負担）が少なくなるという傾向がある。

### 受益と負担の地域間のばらつきの動向
次に、こうした各地域の受益と負担の関係が、過去20年間でどのように変化してきたのかを受益・負担比率（＝受益÷負担）でみてみる。
まず、全国平均の受益・負担比率の動きをみると、国・地方をあわせた財政収支の動向を反映して、80年度からバブル時の90年度にかけて37.0ポイント低下したが、90年代に入ると逆に33.9ポイント上昇している。90年代に受益・負担比率が大幅に上昇したのは、国税を中心とする税収の大幅な落ち込みにより負担が減少した一方で、累次の景気対策等による地方公共団体の支出の増加や、国から地方への財政移転の増加により、受益額が24.4％増と大幅に増加したためである。
次に、これを地域別にみると、受益と負担の地域間のばらつきは90年代に入り拡大したことが分かる。受益・負担比率が高い５団体と、受益・負担比率が低い５団体の動きを比較してみよう。なお、受益・負担比率が高い団体は、相対的に１人あたり所得が低い地域であり、受益・負担比率が低い団体は１人あたり所得が高い地域である。
80年代には、両グループの受益・負担比率はともに低下しているものの、相対的に受益・負担比率が高い５団体の低下幅が大きい。90年代には、受益・負担比率が高い５団体の受益・負担比率が大幅に上昇したのに対し、受益・負担比率が低い５団体の受益・負担比率の上昇幅は小幅に止まり、90年代後半（95～98年度）にはほぼ横ばいで推移している。
さらに、このような地域間のばらつきの拡大が、受益と負担のどちら側の要因で生じたのかをみてみよう。受益・負担比率が高い５団体では、90年代に負担が低下している一方、受益の伸びは、80年代とほぼ同じ水準を維持した。これに対し、受益・負担比率が低い５団体では、負担の伸びが低下するのに伴って、受益の伸びも大きく低下しており、90年代後半にはマイナスの伸びになった。このことから、受益・負担比率が高い５団体と受益・負担比率が低い５団体の間において、90年代に受益と負担の地域間のばらつきが拡大したのは、受益・負担比率が高い５団体における受益の伸びが高かったためであることが分かる。